# Meileshof
Der Meileshof ist ein Ortsteil der Gemeinde Gerstungen im Wartburgkreis in Thüringen.

## Lage
Der Meileshof befindet sich etwa 1,5 Kilometer östlich der Ortslage von Marksuhl und etwa 11 Kilometer (Luftlinie) von der Kreisstadt Bad Salzungen entfernt.

## Geschichte
Der Meileshof gehört zu einer Gruppe von Höfen und Kleinsiedlungen (Baueshof, Clausberg, Lutzberg, Kriegersberg, Hütschhof, Frommeshof, Rangenhof, Mölmeshof, Lindigshof, Josthof und andere), die im Herrschaftsbereich der Frankensteiner Grafen und ihres Hausklosters Frauensee seit dem Hochmittelalter im Buntsandstein-Hügelland bei Marksuhl gegründet wurden.
Mitte des 19. Jahrhunderts verfügte der Meileshof über 5 Wohnhäuser und 24 Einwohner. Der Ort war stets nach Marksuhl eingepfarrt und eingeschult gewesen.
Unmittelbar nördlich der Ortslage befindet sich der Haltepunkt Marksuhl der Werrabahn.
Seit den 1990er Jahren wurde der bereits in der DDR-Zeit als Tanklager und Agrochemisches Zentrum genutzte Gewerbestandort beträchtlich erweitert. Am Meileshof wurde das Marksuhler Industriegebiet Am Meilesfeld aufgebaut. Neben Handwerks- und Industriebetrieben entstand am Meileshof auch eine Windenergieanlage.

## Verkehr

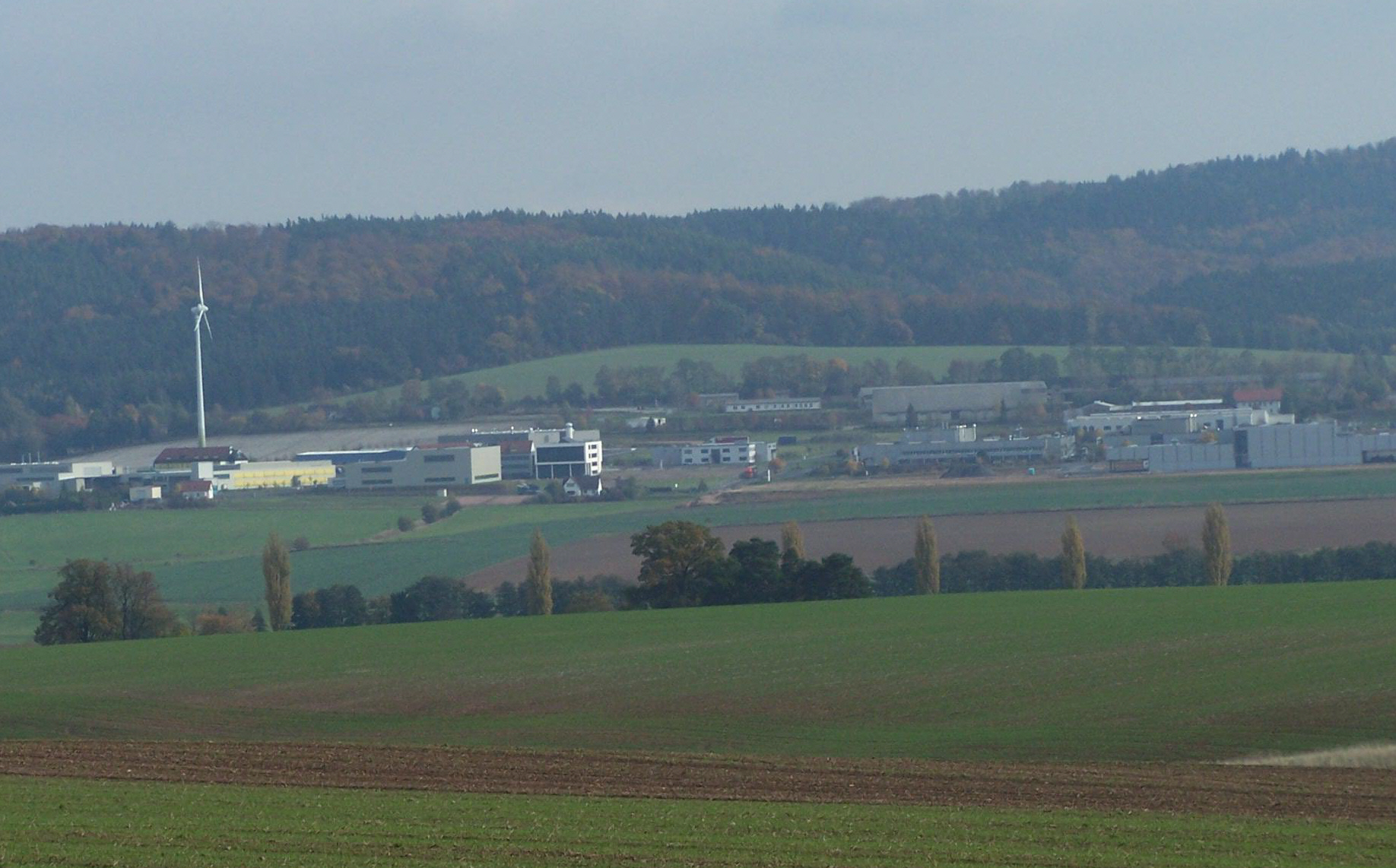
Industriegebiet Meileshof

Der Meileshof liegt an der Ortsverbindungsstraße Burkhardtroda – Marksuhl.
an der Kreisstraße K 9. Zum Meileshof verkehrt die Buslinie L-52b auf der Strecke Eisenach – Förtha – Marksuhl – Burkhardtroda – Kupfersuhl der Verkehrsgesellschaft Wartburgkreis.